# Winter-Universiade 2019/Skilanglauf
Bei der Winter-Universiade 2019 wurden elf Wettkämpfe im Skilanglauf ausgetragen.

## Bilanz

### Medaillenspiegel
| Platz  | Land       | Gold | Silber | Bronze | Gesamt |
| ------ | ---------- | ---- | ------ | ------ | ------ |
| 1      | Russland   | 9    | 8      | 8      | 25     |
| 2      | Japan      | 1    | 1      | –      | 2      |
| 3      | Tschechien | 1    | –      | 2      | 1      |
| 4      | Kasachstan | –    | 2      | –      | 2      |
| 5      | Finnland   | –    | –      | 2      | 2      |
| 6      | Italien    | –    | –      | 1      | 1      |
| Gesamt | Gesamt     | 11   | 11     | 11     | 33     |

### Medaillengewinner

#### Männer
| Disziplin                  | Gold                                                                     | Silber                                                            | Bronze                                                                 |
| -------------------------- | ------------------------------------------------------------------------ | ----------------------------------------------------------------- | ---------------------------------------------------------------------- |
| 10 km Klassisch            | Iwan Jakimuschkin                                                        | Anton Timaschow                                                   | Iwan Kirillow                                                          |
| 10 km Verfolgung Freistil  | Iwan Jakimuschkin                                                        | Anton Timaschow                                                   | Iwan Kirillow                                                          |
| Sprint Freistil            | Alexander Terentjew                                                      | Ässet Düissenow                                                   | Andrei Sobakarew                                                       |
| 30 km Massenstart Freistil | Naoto Baba                                                               | Kirill Kiliwnjuk                                                  | Ilja Poroschkin                                                        |
| 4 × 7,5 km                 | RusslandIwan Kirillow Anton Timaschow Kirill Kiliwnjuk Iwan Jakimuschkin | KasachstanIwan Ljuft Ässet Düissenow Nikita Gridin Olschas Klimin | FinnlandJuuso Mäkelä Joonas Sarkkinen Waltteri Vinkanharju Joel Ikonen |

#### Frauen
| Disziplin                  | Gold                                                              | Silber                                          | Bronze                                                      |
| -------------------------- | ----------------------------------------------------------------- | ----------------------------------------------- | ----------------------------------------------------------- |
| 5 km Klassisch             | Alissa Schambalowa                                                | Jekaterina Smirnowa                             | Jana Kirpitschenko                                          |
| 5 km Verfolgung Freistil   | Alissa Schambalowa                                                | Jekaterina Smirnowa                             | Jana Kirpitschenko                                          |
| Sprint Freistil            | Petra Hynčicová                                                   | Christina Mazokina                              | Polina Nekrasowa                                            |
| 15 km Massenstart Freistil | Alissa Schambalowa                                                | Jekaterina Smirnowa                             | Jana Kirpitschenko                                          |
| 3 × 5 km                   | RusslandJana Kirpitschenko Jekaterina Smirnowa Alissa Schambalowa | JapanKozue Takizawa Shiori Yokohama Miki Kodama | ItalienMartina Bellini Francesca Franchi Ilenia Defrancesco |

#### Mixed
| Disziplin  | Gold                                     | Silber                              | Bronze                             |
| ---------- | ---------------------------------------- | ----------------------------------- | ---------------------------------- |
| Teamsprint | Alexander Terentjew / Christina Mazokina | Andrei Sobakarew / Polina Nekrasowa | Joonas Sarkkinen / Katri Lylynperä |